# المعهد العالي للرياضة والتربية البدنية بالكاف
المعهد العالي للرياضة والتربية البدنية بالكاف  هو فريق تونسي لكرة قدم النسائية تأسس عام 2003 في مدينة الكاف، ولاية الكاف، يلعب  الفريق في الرابطة التونسية الثانية لكرة القدم للسيدات في موسم 2021–22.

## سجل ألقاب النادي
الألقاب المحلية
- البطولة التونسية للسيدات  (2) : 2005–06، 2006–07.
- كأس تونس  (2) : 2006، 2008.

♦ الدور النهائي  (2) : 2009، 2019.
- كأس السوبر :

♦ الدور النهائي  (1) : 2008.
الألقاب الخارجية
- كأس شمال أفريقيا :

♦ الدور النهائي  (1) : 2008.

## وصلات خارجية
- صفحة جمعية المعهد العالي للرياضة والتربية البدنية بالكاف على موقع كوووة.
- الموقع الرسمي للجامعة التونسية لكرة القدم.